# Veine fémorale
La veine fémorale est une veine profonde possédant des valvules du membre inférieur située dans la cuisse d'un calibre de 9 à 10 mm.

## Origine
La veine fémorale fait suite à la veine poplitée au niveau du hiatus adducteur.

## Trajet
La veine fémorale remonte dans la cuisse en accompagnant l'artère fémorale dans le canal des adducteurs et le triangle fémoral jusqu'à l'anneau fémoral.  Elle s'enroule autour de l'artère passant de postérieure et latérale à médiale par rapport à celle-ci.
Dans son parcours, elle reçoit la veine fémorale profonde, la veine grande saphène et de façon inconstante la veine circonflexe iliaque superficielle.

## Terminaison
Au niveau de l'anneau fémoral, la veine fémorale devient la veine iliaque externe.

## Zone de drainage
La veine fémorale reçoit les veines de drainage du fémur et des muscles profonds de la cuisse.

## Aspect clinique
La veine fémorale est un site fréquent de thrombose veineuse profonde.
La veine fémorale est souvent utilisée pour placer un cathéter veineux central ou une ligne d'accès veineux.